# Sanctuaire Saint-André de Teixido
Le sanctuaire Saint-André de Teixido (en galicien : Santuario de Santo André de Teixido, en espagnol : San Andrés de Teixido) est une chapelle consacrée à l'apôtre André dans un hameau situé sur une colline dominant le littoral de l'océan Atlantique, à Cedeira, une municipalité de la province de La Corogne, faisant partie de la communauté autonome de Galice, en Espagne. C'est un important lieu de pèlerinage et un lieu emblématique de la culture galicienne. On dit de lui Vai de morto quen non foi de vivo, ce qui peut se traduire en français par : « Doit y venir mort, qui ne le fait de son vivant ». Son intérêt artistique le plus remarquable réside dans son retable. 

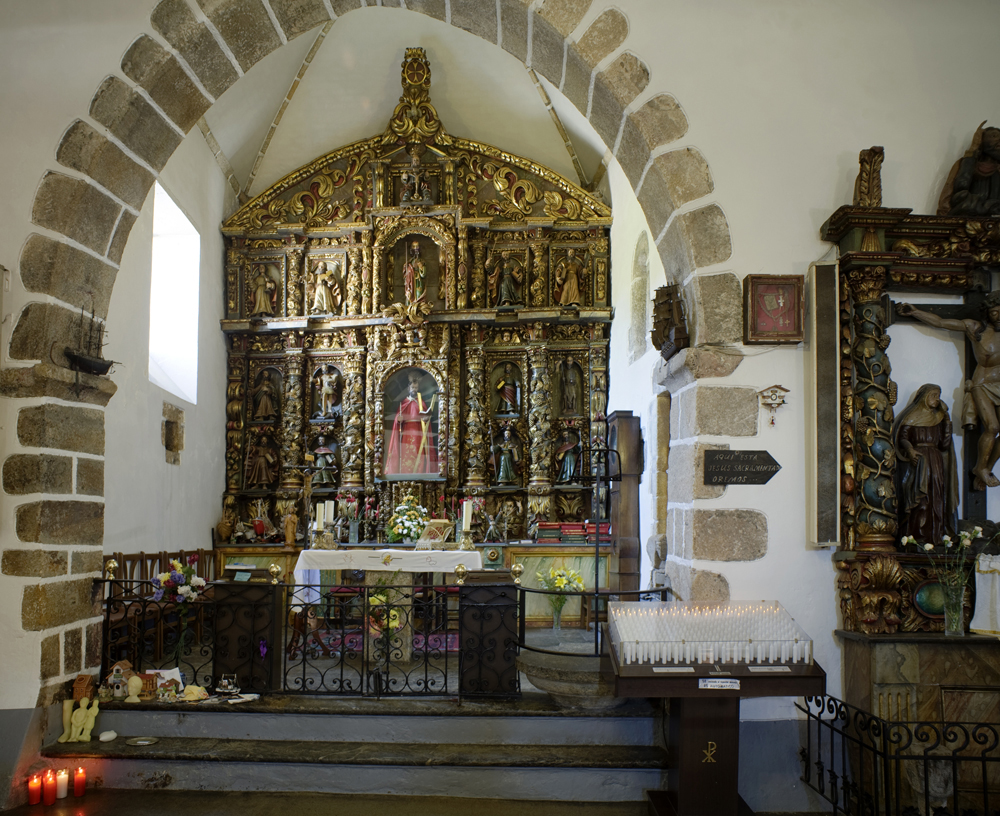
Le retable.

## Le sanctuaire
Le sanctuaire est établi au sein d'un hameau perché sur le versant occidental et montagneux du cap Ortegal, à douze kilomètres au nord-est du village lui-même de Ceidera, dans un site grandiose. Sa chapelle (XVIe – XVIIIe siècle), en granit, abrite un buste-reliquaire de saint André. La légende locale raconte que celui-ci, constata que son sanctuaire de Teixido, fondé après un naufrage qu'il aurait subi non loin de ce lieu et resté bien modeste, était bien moins fréquenté que celui de Saint-Jacques-de-Compostelle. Il s'en était plaint au Seigneur. Celui-ci, lui aurait alors promis que tous les mortels viendraient le voir en pèlerinage durant leur vie… ou après ! Autour du sanctuaire sont vendus par des marchands des amulettes colorées en pâte à sel. Le lieu est particulièrement fréquenté de la mi-août au 9 septembre. 